# Roy D'Amy
Rinaldo Dami meglio noto come Roy D'Amy (Cismon del Grappa, 29 settembre 1923 – Milano, 15 febbraio 1979) è stato un fumettista italiano, tra i maggiori protagonisti del fumetto italiano negli anni cinquanta e sessanta. A volte firmava le sue opere anche come Roy D'Ami o Rinaldo D'Ami.

## Biografia
Durante la Seconda guerra mondiale presta servizio nell'aviazione combattendo sul fronte africano, dove venne fatto prigioniero dagli inglesi. È in questa circostanza che ha modo di apprendere la lingua inglese e scoprire il mondo dei fumetti statunitensi rimanendo affascinato da autori come Milton Caniff, Frank Robbins e Alex Toth.
Terminata la guerra entra a far parte dello studio di Nino Pagot collaborando anche alla realizzazione del film I fratelli Dinamite.
Dopo quest'esperienza nel mondo dell'animazione esordisce nel fumetto nel 1948 disegnando la serie Bleck & Gionni su testi di Andrea Lavezzolo. Nello stesso anno inizia la sua collaborazione con le Edizioni Audace affiancando nei disegni Guido Zamperoni e Franco Donatelli sulla serie La pattuglia dei senza paura su testi di Gian Luigi Bonelli (che si firma B. O' Nelly). L'anno successivo, sempre per le Edizioni Audace, crea, curandone anche le sceneggiature, la serie Mani in alto, forse il suo maggior successo, e ritenuta uno dei capolavori del fumetto dell'epoca. Contemporaneamente disegna anche alcuni episodi di Pecos Bill personaggio creato da Guido Martina ed edito da Mondadori. Negli anni successivi disegna, sempre su testi di Bonelli: I tre Bill (1952), e Rio Kid (1953), mentre come autore completo realizza: Gordon Jim (1952), Il sergente York (1954), Cherry Brandy racconta (1956), e La Pattuglia dei bufali (1957), tutti editi dalle Edizioni Audace.
Negli stessi anni inizia anche la sua intensa collaborazione, sia in veste di sceneggiatore che di autore completo, con il Corriere dei piccoli per cui scrive e disegna numerose storie, fra cui quelle del ragazzino motorizzato Scuterino, nato nel dopoguerra, ma che tornerà poi sulla rivista anche nel 1977. Negli anni cinquanta trascorre anche un periodo in Gran Bretagna lavorando per la Amalgamated Press, e nel 1958 tornato in Italia dà vita, insieme a Carlo Porciani, all'agenzia Produzioni editoriali Dami, che esporta in tutta Europa autori di fumetti italiani.